# Odynerus zhelochovtzewi
Odynerus zhelochovtzewi är en stekelart som beskrevs av Kostylev 1929. Odynerus zhelochovtzewi ingår i släktet lergetingar, och familjen Eumenidae. Inga underarter finns listade i Catalogue of Life.